# 凌扬藻
凌扬藻（1760年—1845年），字誉剑，号药洲，广东番禺（今廣州）人。
乾隆二十五年（1760年）出生，早年為诸生，督学姚文田很看重他，後与汪大源、何应騊、张业南等同為巡抚朱圭所賞識，工诗文。道光二十五年（1845年）卒，享年八十六。著有《药洲诗略》六卷、《药洲文略》十六卷等。